# Composition nutritionnelle des aliments
 (août 2025).
Motif : l'utilisateur qui a apposé ce bandeau n'a pas précisé le motif de la pose.
- Archive Wikiwix
- Bing
- Cairn
- DuckDuckGo
- E. Universalis
- Gallica
- Google
- G. Books
- G. News
- G. Scholar
- Persée
- Qwant
- (zh) Baidu
- (ru) Yandex
- (wd) trouver des œuvres sur Wikidata

| 1. | Préciser le motif de la pose du bandeau. | Précisez le motif de la pose du bandeau en utilisant la syntaxe suivante : {{admissibilité à vérifier\|date=août 2025\|motif=remplacez ce texte par le motif}}                                               |
| 2. | Informer les utilisateurs concernés.     | Pensez à avertir le créateur de l'article, par exemple, en insérant le code ci-dessous sur sa page de discussion : {{subst:avertissement admissibilité à vérifier\|Composition nutritionnelle des aliments}} |

L'énergie métabolisable (fraction de l'énergie brute ou énergie totale) d'un aliment est exprimée en kilojoules (symbole : kJ), unité du système international d'unités.
Historiquement, la kilocalorie (symbole : kcal) était également utilisée pour l'alimentation. Le facteur de conversion est : 1 kcal = 4,186 8 kJ.
Apports énergétiques approximatifs par gramme de nutriment : 
- Glucides : 17 kJ.g−1 (4 kcal.g−1) ;
- Protéines : 17 kJ.g−1 (4 kcal.g−1) ;
- Lipides : 38 kJ.g−1 (9 kcal.g−1) ;
- Éthanol : 29 kJ.g−1 (7 kcal.g−1).

Les apports précis dépendent de la composition en acides aminés, acides gras, etc., et de la digestibilité des aliments qui les contiennent